# 广西绣线菊
广西绣线菊（学名：Spiraea kwangsiensis）为蔷薇科绣线菊属下的一个种。

## 扩展阅读
- 維基物種上的相關：广西绣线菊